# Gouvernement Idlib
Idlib (arabisch مُحافظة إدلب, DMG Muḥāfaẓat Idlib) ist eines der 14 syrischen Gouvernements und liegt im Nordwesten des Landes an der Grenze zur Türkei. Auf einer Fläche von 6.097 km² leben 1.852.062 Einwohner nach einer Berechnung für 2012. Die Bevölkerungsdichte beträgt demnach 303,8 Einwohner/km². Hauptstadt des Gouvernements ist Idlib.

## Syrischer Bürgerkrieg
Das Gouvernement war mit seiner strategisch wichtigen Lage im Syrischen Bürgerkrieg seit 2011 Schauplatz schwerer Kämpfe und Ziel zahlreicher Luftangriffe. Nachdem die Kämpfer der Terrororganisation Islamischer Staat weitgehend vertrieben waren, wurde das Gouvernement im Sommer 2017 in weiten Teilen von Angehörigen der dschihadistischen Gruppierung HTS kontrolliert, die ihren Nachwuchs an Kämpfern aus Flüchtlingslagern rekrutierten.
Das Regime von Präsident Baschar al-Assad schloss im weiteren Verlauf des Krieges mehrere Übereinkommen mit den Verteidigern aufständischer Gebiete im ganzen Land, die ihre Stellungen aufgaben und dafür freies Geleit ins Gouvernement Idlib erhielten. In Idlib hatten sich neben den 1,6 Millionen ursprünglichen Einwohnern so im Kriegsverlauf bis März 2018 noch etwa eine Million Flüchtlinge angesammelt. Die Durchmischung von moderaten Aufständischen mit den oft islamistischen Kräften wurde als Taktik des Regimes gewertet, die Verteidiger insgesamt als vom Ausland gesteuerte Terroristen zu diskreditieren und so einen Vorwand für einen Angriff auf das Gouvernement zu schaffen, auf den die internationale Gemeinschaft nicht reagieren wird. Hochrangige arabische Beamte aus Amman und Beirut beschrieben die Lage im Gouvernement 2018 als „geschickt konstruierte Killbox“.
Mitte August 2018 begann die syrische Armee mit Vorbereitungen für eine Offensive auf Idlib als letztes größeres Rebellengebiet im Land. Im Nordwesten Syriens wurden Dutzende Luft- und Artillerieangriffe ausgeführt, wobei unter anderem Kampfflugzeuge und Hubschrauber zum Einsatz kamen. Laut der Syrischen Beobachtungsstelle für Menschenrechte (SOHR) kamen dabei mindestens 22 Menschen ums Leben. Zuvor hatten Helikopter Flugblätter über Dörfern im Osten Idlibs abgeworfen, in denen die Einwohner aufgerufen wurden, sich zu ergeben.
Im April 2019 begannen regierungstreue Truppen und die Luftstreitkräfte Russlands im Gouvernement Idlib im Rahmen ihres Militäreinsatzes in Syrien eine Offensive, bei der zivile Infrastruktur, darunter Krankenhäuser, Schulen und Märkte systematisch zerstört wurden.
Drei Millionen Menschen, zwei Drittel davon abhängig von humanitären Hilfen, da mehrheitlich Kinder und Flüchtlinge aus anderen Landesteilen unter ihnen sind, leben in und um die Hauptstadt Idlib.
Anfang Juni warnte der UN-Nothilfekoordinator in diesem Hinblick vor einer Fortsetzung der Offensive.
Ende Juni waren durch die täglichen Bombardements und Gefechte laut UN 330.000 Menschen zur Flucht in andere Gegenden des Gouvernements gezwungen. Von Ende Juni 2019 bis Ende Juli 2019 starben Save the Children zufolge in dem Gouvernement mehr Kinder durch den Krieg als im gesamten Jahr 2018. Die Syrische Beobachtungsstelle für Menschenrechte (SOHR) berichtet von 837 zivilen Todesopfern zwischen dem 30. April 2019 und dem 28. Juli 2019 im Gouvernement Idlib. Im selben Zeitraum wurden derselben Quelle zufolge 932 militärische Verluste auf syrischer Regierungsseite und 1007 auf Seiten der Rebellen gezählt, darunter 625 Dschihadisten.
Im Oktober 2019 wurde in der US-amerikanischen Operation Kayla Mueller in Barischa mit Abu Bakr al-Baghdadi der Anführer des islamischen Staates getötet.
Ab Dezember desselben Jahres intensivierten die russischen und syrischen Streitkräfte die im April begonnene Offensive im Süden und Osten des Gouvernements Idlib durch eine Erhöhung von Luftangriffen auf extremistische Rebellen, die Haiat Tahrir al-Scham.
Unterstützt wird die Offensive auch von zehntausenden schiitische Milizionären aus Afghanistan, Pakistan, Libanon und dem Irak, die von der iranischen Quds-Brigade aufgestellt wurde.
Der Präsident der Türkei warnte aufgrund der Offensive und im Hinblick auf die bisherige Flucht und Migration über das Mittelmeer in die EU und das Flüchtlingsabkommen zwischen EU und Türkei vor einer neuen Flüchtlingswelle für die Staatengemeinschaft.
Ende Januar 2020 vermeldete die Vereinten Nationen (UN), dass sich seit Dezember 2019 etwa 520.000 Menschen in Idlib auf die Flucht begeben hatten. Im Dezember sind demnach alleine südlich der Stadt Idlib mehr als 235.000 Menschen in Richtung Norden des Gouvernements, in die Städte Ariha, Idlib und Saraqib oder in bereits überfüllte Flüchtlingslager an der Grenze zur Türkei, geflohen. Eine UN-Resolution zur Auslieferung von Hilfsgütern über die Türkei in die Grenzregion Syriens wurde von Russland und China im Sicherheitsrat blockiert.
Ende Januar zerstörte die russische Luftwaffe im Rahmen der Verbrannten Erde eines der letzten Krankenhäuser des Gouvernements.
Anfang Februar 2020 kam es zu Kampfhandlungen zwischen den syrischen Streitkräften und türkischen Streitkräften; letztere unterhalten auf Grundlage eines Abkommens mit Russland Beobachtungsposten im Gouvernement.
Mitte Februar 2020 berichtete World Food Programm (WFP) von mehr als 140.000 Flüchtlingen innerhalb einer Woche im Februar, sodass sich seit Dezember 2018 insgesamt 800.000 Menschen in Idlib auf die Flucht begeben hatten. Davon sind laut WFP 80 % Frauen und Kinder. Alleine nahe der Stadt Idlib leben der UN zufolge 80.000 Flüchtlinge mangels geeigneter Unterkünfte bei Minustemperaturen in unbeheizten Zelten; dadurch kam es zu Kältetoten.

## Distrikte
Das Gouvernement ist in fünf Distrikte (Mintaqa) unterteilt:
| Distrikt              | Orte (Hauptort in Fettschrift)                                                              |
| --------------------- | ------------------------------------------------------------------------------------------- |
| Ariha                 | Ariha, Ihsim, Muhambal                                                                      |
| Harim                 | Armanaz, ad-Dana, Harim, Kafr Tacharim, Qurqina, Salqin                                     |
| Idlib                 | Al Fu'ah, Abu z-Zuhur, Binnisch, Idlib, Kafarya, Maʿarrat Misrin, Saraqib, Sarmin, Taftanaz |
| Dschisr asch-Schughur | Bidama, Darkusch, al-Dschanudiyya, Dschisr asch-Schughur, Maland, Yacoubeh                  |
| Maʿarat an-Nuʿman     | Chan Schaichun, Hisch, Kafr Nabl, Maʿarat an-Nuʿman, Sindschar, at-Tamanaʿa                 |